# Shehaweh
Shehaweh est une série télévisée québécoise en cinq épisodes de 48 minutes scénarisée par Fernand Dansereau et diffusée du 9 mars au 6 avril 1993 à la Télévision de Radio-Canada.

## Synopsis
Shehaweh raconte l'histoire d'une jeune amérindienne enlevée à son peuple pour être élevée par les Français qui veulent la « civiliser ».

## Fiche technique
- Réalisation : Jean Beaudin
- Scénario : Fernand Dansereau et Jacques Gary
- Musique : Richard Grégoire
- Direction artistique : François Séguin
- Photographie : Pierre Mignot
- Montage : Jean-Guy Montpetit
- Production : Philippe Dussault, Louise Gendron
- Société de production : Productions du Cerf

## Distribution
- Marina Orsini : Aerenshehaweh
- Monique Mercure : Jeanne Mance
- Denis Bernard : Nicholas Lacharité
- Louise Laparé : Marguerite Bourgeoys
- René-Daniel Dubois : D'Ailleboust
- Jean Marchand : M. Souart
- Pierre Curzi : Paul de Chomedey, sieur de Maisonneuve
- Nathalie Gadouas : Sœur Maillet
- Sophie Faucher : Sœur Lauvin
- Normand D'Amour : Jean Larivée
- René Richard Cyr : Sulpicien Perot
- Patrick Goyette : Gaientonhon
- Maurice Barrier : Frontenac
- Paul Guers : Marquis de Tracy
- Annie Galipeau : Aerenshehaweh, 12 ans
- Marina Foïs : Elizabeth Durant
- Olivia Brunaux : Marguerite Bizier
- Aurélien Recoing : Louis XIV
- Armelle Deguy : Barbe de Beaujeu
- Luc Picard : Adrien Guillou
- Mike Phillips : Sonakares
- Marie-Renée Patry : la matrone
- Ben Cardinal : Onsegongo
- Billy Two Rivers (en) : Guerrier
- Benoît Brière : Martin Fournier
- Nathalie Mallette : Jeanne Verger
- Cédric Noël : chef des Prévost
- Céline Bonnier : Renée Vauquet
- Emmanuel Charest : François Gadois